# هیووندن، آلبرتا
هیواندن، آلبرتا (به انگلیسی: Hughenden, Alberta) یک منطقهٔ مسکونی در کانادا است که در آلبرتا واقع شده‌است. هیواندن ۲۴۳ نفر جمعیت دارد و ۶۹۰ متر بالاتر از سطح دریا واقع شده‌است.